# Borselān
Borselān (persiska: Borselān-e ‘Olyā, برسلان) är en ort i Iran.   Den ligger i provinsen Khorasan, i den nordöstra delen av landet, 600 km öster om huvudstaden Teheran. Borselān ligger 1 687 meter över havet och antalet invånare är 391.
Terrängen runt Borselān är lite bergig, och sluttar brant österut. Runt Borselān är det ganska glesbefolkat, med 43 invånare per kvadratkilometer. Närmaste större samhälle är Qūchān, 19,8 km norr om Borselān. Omgivningarna runt Borselān är i huvudsak ett öppet busklandskap.